# 徐鸣策
徐鸣策（1926年7月6日—），原名徐茂林，曾用艺名徐望华，男，北京人，中国京剧表演艺术家，工老生，中国戏剧家协会理事。